# Ontherus aphodioides
Ontherus aphodioides là một loài bọ cánh cứng trong họ Bọ hung (Scarabaeidae).